# Calyptrochaeta remotifolia
Calyptrochaeta remotifolia là một loài rêu trong họ Daltoniaceae. Loài này được Müll. Hal. Z. Iwats., B.C. Tan & A. Touw mô tả khoa học đầu tiên năm 1978.